# Prix de lancement
On nomme prix de lancement le prix fixé lors de la mise sur le marché d'un nouveau bien. Celui-ci est en général inférieur au prix de marché prévu à terme pour ce bien, afin de surmonter les réticences face à un produit nouveau et à rompre les fidélités existantes à une marque ou un bien déjà existant. L'objectif de cette approche marketing est d'augmenter la part de marché (ou le volume de ventes initiales) même au détriment du profit à court terme.

## Cadre d'analyse
La pratique du prix de lancement est pertinente lorsqu'un fabricant tente de mettre sur le marché :
- soit un produit très innovant, dont le marché est donc incertain,
- soit un produit directement concurrent de produits existants, et c'est alors sa part de marché future qui est incertaine.

Elle exige une assise financière solide de l'entreprise, puisque les rentrées correspondantes ne lui permettront pas encore de financer son propre développement.
Cette pratique a d'abord été associée aux biens incorporant quelque innovation majeure. Un prix de lancement faible peut être alors compris comme une prime compensant pour les consommateurs le risque qu'ils prennent à adopter ce nouveau produit sans bien connaître ses possibilités, ni l'ampleur de son adoption par les autres consommateurs (élément important en cas d'effet de réseau). Il sert également de signal en indiquant la volonté de s'adresser à une large base de consommateurs, ce qui implique de rester durablement sur le marché. Le consommateur est donc rassuré (à tort ou à raison) sur l'éventuelle pérennité du produit ou de la ligne de produits. Le prix indique aux concurrents existants ou potentiels la détermination à supporter des pertes pour conquérir des parts de marché.
Katz et Shapiro font remarquer que les prix de lancement peuvent également être employés dans le cadre d'une compétition portant sur les normes et standards industriels, l'entreprise remportant la majorité du marché pouvant ensuite profiter d'une rente de monopole. Chacun connaît par exemple les stratégies qui furent celles de Gillette et de Kodak : vendre à prix presque coûtant les rasoirs ou appareils photo pour ménager ensuite des profits corrects sur les lames ou les films. Cette stratégie a également été utilisée par Sony et Microsoft concernant leurs consoles, vendues à prix coûtant, voire à perte. C'est également le cas pour les machines à café ou imprimantes bon marché et leurs dosettes ou cartouches d'encre onéreuses.

## Modes d'action
Les développements de ce cadre d'analyse ont mis en avant de multiples effets recherchés de la pratique du prix de lancement :
- Elle peut permettre une diffusion rapide du produit, accordant à l'entreprise qui le pratique de larges parts de marché avant que ses concurrents ne puissent réagir par des baisses de prix correspondantes.
- Elle peut créer une impression favorable sur le segment, essentiel en marketing, des consommateurs pionniers, qui sont à l'origine d'un bouche à oreille positif.
- En réduisant les marges, elle fournit de manière interne de fortes pressions à la réduction des coûts, conduisant à une meilleure efficacité (cadre de la théorie de l'agence, une forte rotation des stocks, incitant les vendeurs à fournir un effort de promotion important.
- Les faibles marges consenties limitent les perspective de profits de concurrents potentiels, qui s'abstiennent alors d'entrer sur le marché concerné (forclusion (économie)), la politique de prix de lancement agissant comme une barrière à l'entrée.

## Condition de réussite
D'après ce qui précède, une politique de prix de lancement est d'autant plus appropriée que :
- L'élasticité de la demande est importante ;
- Que le processus de production présente des rendements d'échelle croissants ;
- La demande potentielle est importante ;
- La concurrence initiale est importante ;
- Il est difficile de pratiquer la discrimination par les prix ;
- Le gain de parts de marché permet ensuite de pratiquer des prix supérieurs au coût marginal.

Un cas extrême du dernier cas est quand le produit le plus largement adopté devient de facto le standard de l'industrie, marginalisant les produits alternatifs, même supérieurs en qualité (par exemple la guerre entre les normes VHS et Betamax pour les cassettes vidéo).